# Артёменко, Степан Елизарович
Степа́н Елиза́рович Артёменко (9 [22] января 1913 — 5 мая 1977) — командир батальона 447-го стрелкового полка, дважды Герой Советского Союза.

## Биография
Родился 9 [22] января 1913 года в селе Рацулово Херсонской губернии (ныне село Малиновка Ивановского района Одесской области Украины), в семье крестьянина. По национальности украинец. Член ВКП(б)-КПСС с 1941 года. Окончил начально-среднюю школу в 1927 году. Проходил курсы зоотехников. В Красной Армии с 1935 года. После срочной службы с 24 ноября 1937 года в должности участкового уполномоченного работал в Раздельнянском районном отделе НКВД.
На фронтах Великой Отечественной войны с августа 1941 года. Был рядовым бойцом. В боях под Харьковом заменил выбывшего из строя командира взвода и несколько дней с группой бойцов держал оборону, не пропустив на своём участке врага. На Изюм-Барвенковском направлении Артёменко командовал ротой автоматчиков в танковой бригаде.
Участник Сталинградской битвы. Воевал на Курской дуге, Западной Украине и в Польше.
В январе 1945 года при прорыве обороны противника на западном берегу Вислы батальон Артёменко овладел двумя линиями вражеских траншей, а затем вместе с танкистами ворвался в город Сохачев и участвовал в разгроме находившегося там вражеского гарнизона.
Звание Героя Советского Союза капитану Артёменко присвоено 27 февраля 1945 года за умелое командование батальоном 447-го стрелкового полка (397-я стрелковая дивизия, 61-я армия, 1-й Белорусский фронт) при прорыве вражеской обороны южнее Варшавы, в боях за город Шнейдемюль (ныне: Пила, Польша), личное мужество и героизм.
Войну закончил в Берлине, где в уличном бою был тяжело ранен (третье ранение).
31 мая 1945 года за боевые отличия при форсировании реки Одер и в боях за Берлин майор Артёменко награждён второй медалью «Золотая Звезда».
После войны продолжал службу в армии. В 1946—1948 годы окончил курсы усовершенствования офицерского состава. До 1955 года полковник Артёменко был военным комиссаром райвоенкомата в Одессе. Умер 5 мая 1977 года. Похоронен в Одессе на 2-Христианском кладбище.

## Награды
- Медаль «Золотая Звезда» № 5687
- Орден Ленина
- 2 ордена Красного Знамени
- Орден Александра Невского
- Орден Отечественной войны 1 степени
- Орден Красной Звезды
- Медали

## Память
- Бронзовый бюст на малой родине.
- Мемориальная доска в Одессе на доме, где последнее время проживал (Осипова, 6)[5].
- Мемориальная доска в Раздельной на здании районного отделения МВД Украины.
- В Раздельной его именем назван переулок.